# Museu d'Història Natural de Viena
El Museu d'Història Natural de Viena (en alemany, Naturhistorisches Museum Wien o NHMW) és un museu d'història natural situat a Viena, Àustria. Les col·leccions s'exposen sobre una superfície de 8.700 m 2, i a la seva web es pot realitzar una visita virtual a les instal·lacions.
Les primeres col·leccions del museu es van iniciar fa més de 250 anys.
L'any 2011 el museu albergava aproximadament 30 milions d'objectes i el seu nombre segueix creixent. Les col·leccions, formades per uns 25 milions d'espècimens i artefactes que no es mostren a l'exposició, són essencials per la tasca d'uns 60 científics de la plantilla. Els seus camps de recerca són amplis: des dels orígens del sistema solar i l'evolució dels animals i les plantes a l'evolució humana, així com les tradicions i els costums prehistòrics.

## L'edifici
El principal edifici del museu és un palau que s'ha acomodat a les col·leccions creixents, des de l'obertura al públic el 1889 com Museu Imperial d'Història Natural. No obstant això, algunes de les col·leccions s'havien traslladat des d'edificis encara més antics, com la Biblioteca Nacional d'Àustria, que contenia les col·leccions del Gabinet de Zoologia (en alemany, Tierkabinett).
La interacció de l'edifici, la seva ornamentada decoració, el mobiliari i les precioses peces exhibides fan del museu en si mateix un edifici de valor històric a conservar.

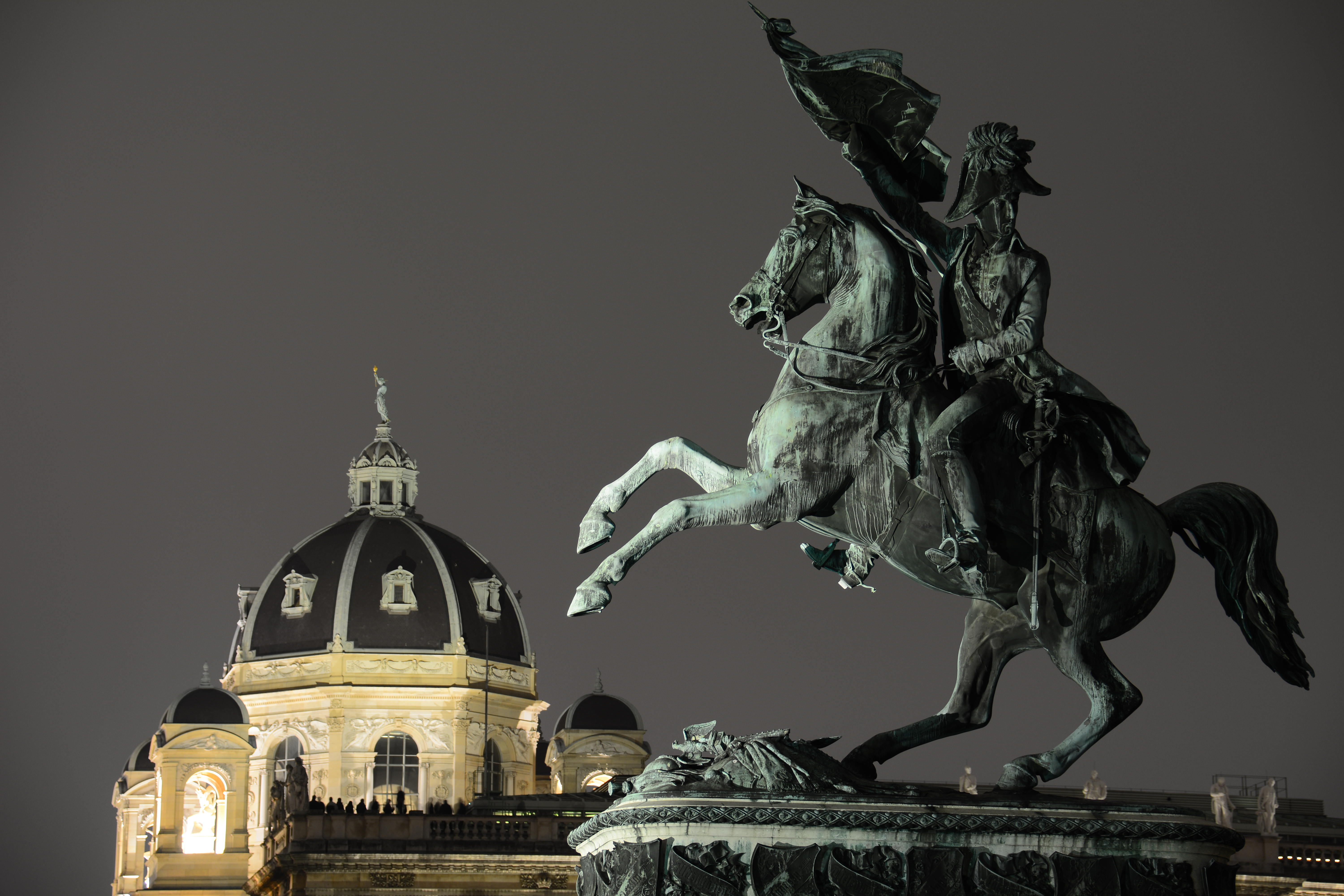
Cúpula del Museu d'Història Natural de Viena i del monument a Carles d'Àustria-Teschen

## Exposició
A la planta superior (Hochparterre) s'exposen minerals (alguns tenen el seu origen en antigues col·leccions del Renaixement), gemmes i meteorits (la mostra més àmplia del món), dinosaures, fòssils poc comuns i mostres de art prehistòric. Cal destacar la Venus de Willendorf, un esquelet de Diplodocus, un topazi gegant de 117 Kg i la col·lecció de joies que Maria Teresa I d'Àustria va regalar al seu marit.
A la primera planta es mostren una gran varietat d'espècies d'animals, des de protozous fins mamífers molt desenvolupats. Aquesta col·lecció de més de 200 anys d'antiguitat és interessant des del punt de vista de la història de la ciència i de la taxidèrmia ja que hi ha objectes que formen part de la col·lecció fa més de 200 anys. Moltes de les espècies exposades ja s'han extingit, o estan en greu perill.
La major part del museu presenta senyals i explicacions tant en alemany com en anglès.

## Història
L'edifici del museu es va inaugurar el 1889 al mateix temps que el Museu d'Història de l'Art. Ambdós museus tenen exteriors idèntics i s'alcen un davant de l'altre a la plaça de Maria Teresa. El museu es va construir per albergar l'enorme col·lecció dels Habsburg.
Els dos edificis es van construir entre 1872 i 1891 a la Ringstrasse segons el pla traçat per Gottfried Semper i Karl Freiherr von Hasenauer.

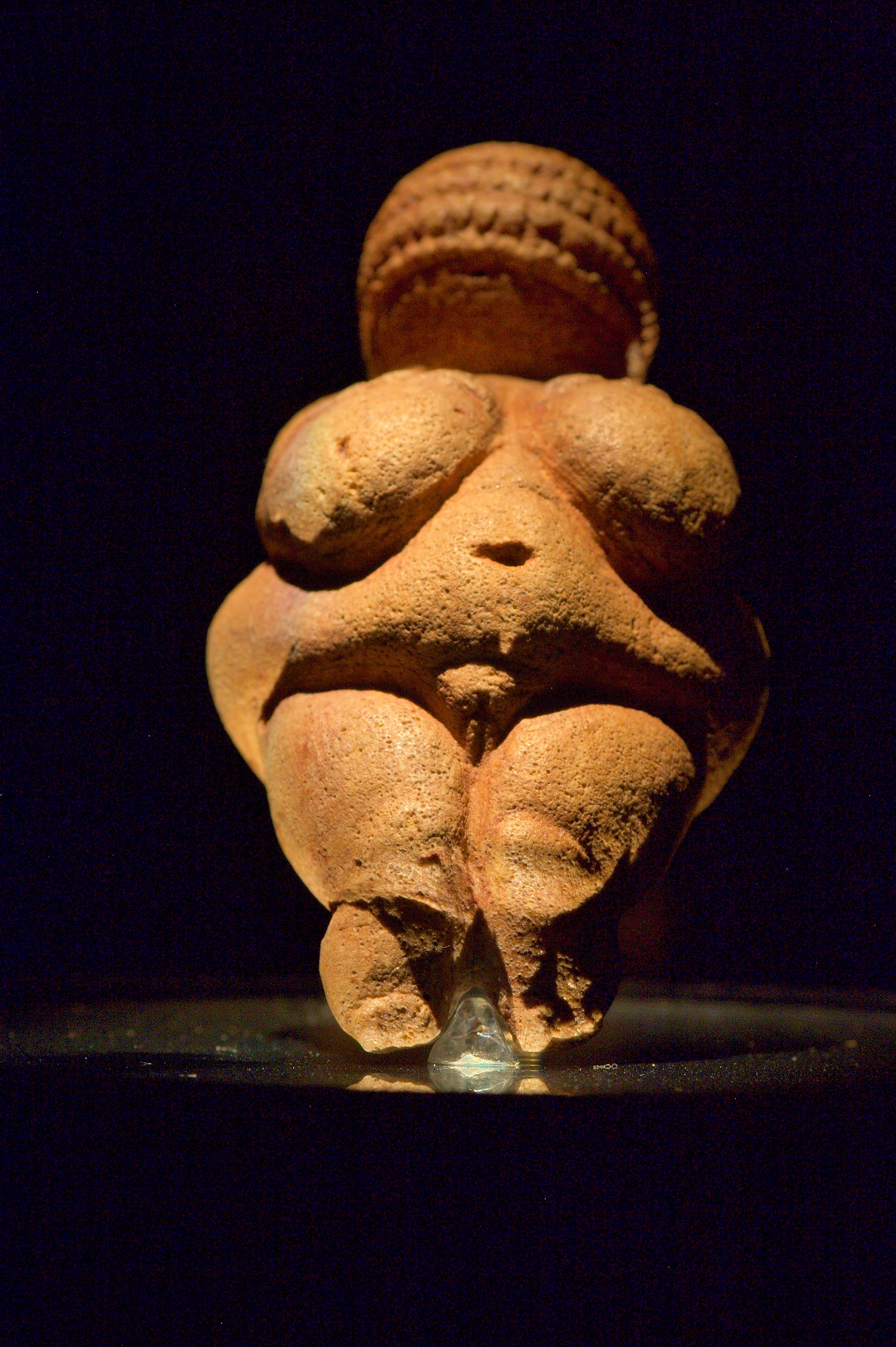
La Venus de Willendorf.

Les col·leccions d'insectes daten de 1793 quan Francesc I d'Àustria va adquirir les col·leccions científiques de Joseph Natterer, pare del posteriorment zoòleg Johann Natterer. En 1806 el museu va adquirir una col·lecció d'insectes europeus realitzada per Johann Carl Megerle von Mühlfeld, i Megerle es va convertir en el primer curador d'insectes. Va organitzar la compra de la col·lecció Gundian de papallones europees. Aquestes antigues col·leccions, amb els espècimens de Megerle, van quedar destruïdes a l'octubre de 1848, durant un incendi d'Hofburg, però el viatge de Johann Natterer a Brasil (1817-1835) havia portat a una enorme millora de les col·leccions: 60.000 insectes formaven part del "museu brasiler" a la "casa de Harrach" i no van ser afectats per l'incendi.
El 1859, la fragata SMS Novara va tornar d'un viatge al voltant del món amb Georg Ritter von Frauenfeld i Johann Zelebor, i els insectes es van incorporar a les col·leccions vieneses. Sobre elles van treballar Ludwig Redtenbacher (coleòpters), Friedrich Moritz Brauer (neuròpters i dípters), Henri Louis Frederic de Saussure (himenòpters excloent formícidos), Gustav Mayr (formícids i hemípters), Ignaz Rudolph Schiner (dípters), C Felder, R. Felder i Alois Friedrich Rogenhofer (lepidòpters).
L'organització actual del museu data de 1876. Els entomòlegs Ganglbauer i Karl Holdhaus (coleòpters), Rogenhofer i Hans Rebel, Josef Emanuel Fischer von Röslerstamm, Josef Johann Mann (lepidòpters), Franz Friedrich Kohl, Carl Tschek i Maidl (himenòpters), Brauer (dípters i neuròpters) i Anton Handlirsch (per als insectes fòssils) van contribuir substancialment a la reputació internacional del museu.

## Galeria

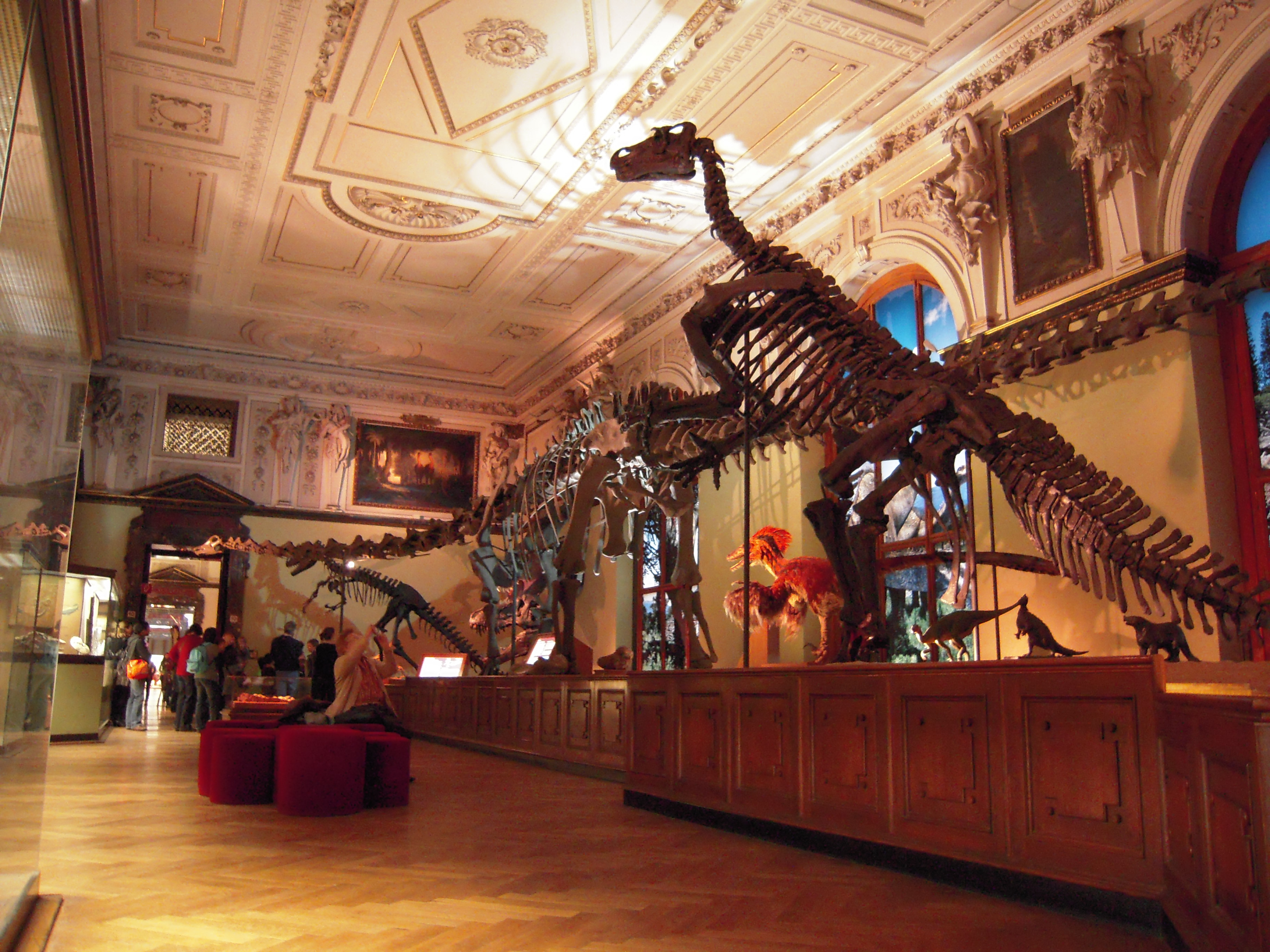
Una de les sales del museu

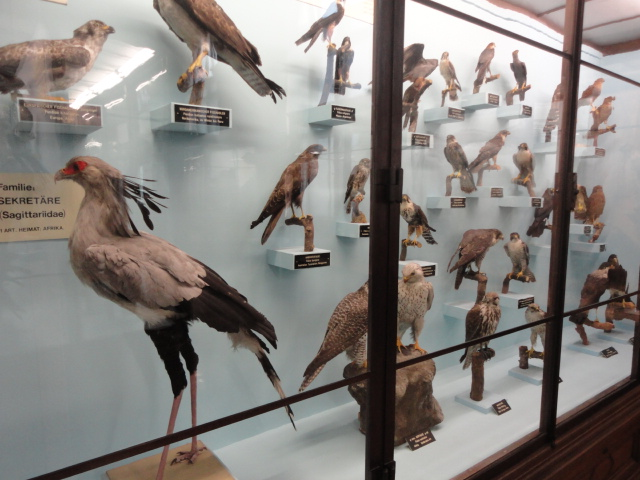
mostra ornitològica (1 de 2)
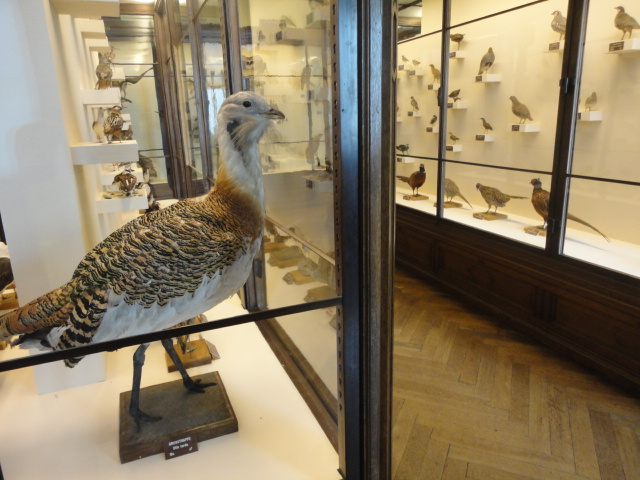
mostra ornitològica (2 de 2)
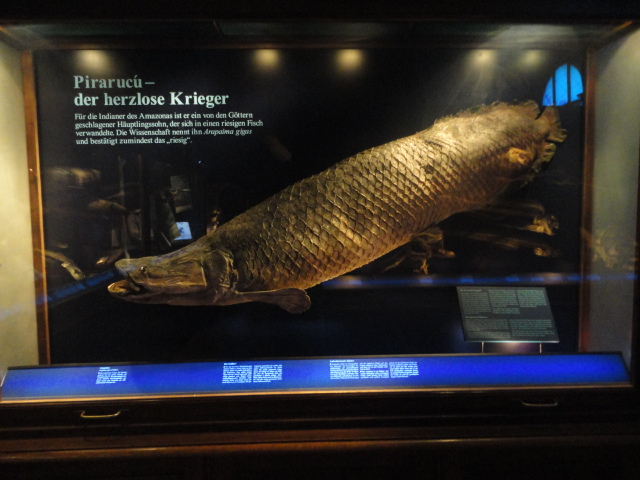
Un pirarucu (Arapaima) del riu Amazones, Brasil
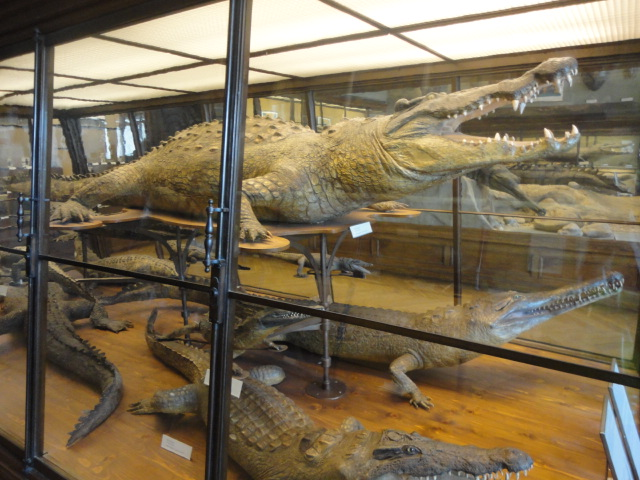
Mostra herpetològica mostrant cocodrils dissecats